# Xanthostigma gobicola
Xanthostigma gobicola är en halssländeart som beskrevs av U. Aspöck och H. Aspöck 1990. Xanthostigma gobicola ingår i släktet Xanthostigma och familjen ormhalssländor. Inga underarter finns listade i Catalogue of Life.